# 普罗让
普罗让（法語：Projan，法語發音：[pʁɔʒɑ̃]）是法国热尔省的一个市镇，属于米朗德区。

## 地理
普罗让（43°35'58"N, 0°14'14"W）面积11.78 平方千米，位于法国奧克西塔尼大區热尔省，该省份为法国西南部内陆省份，北起顺时针与洛特-加龙省、塔恩-加龙省、上加龙省、上比利牛斯省、大西洋比利牛斯省和朗德省接壤。
与普罗让接壤的市镇（或旧市镇、城区）包括：圣阿涅特、萨龙、蒙克拉、奥朗桑、拉尼克斯、塞戈斯、韦尔吕。

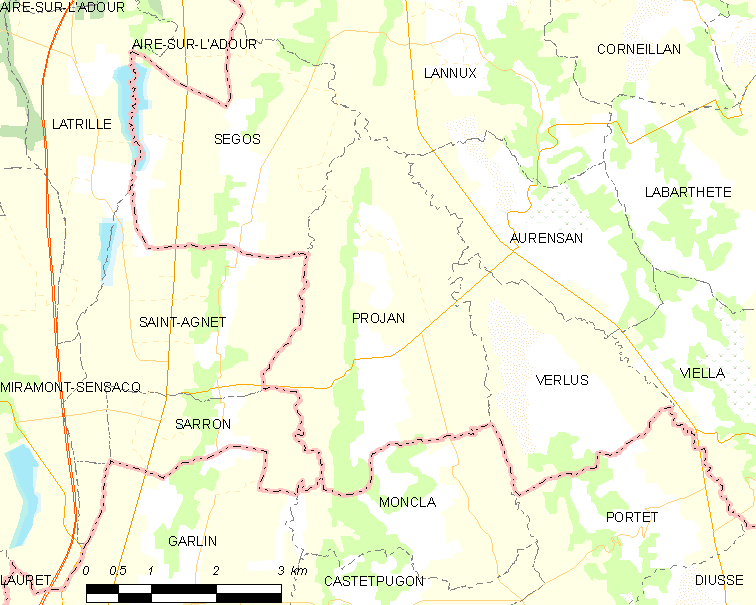
普罗让的OSM定位图

普罗让的时区为UTC+01:00、UTC+02:00（夏令时）。

## 行政
普罗让的邮政编码为32400，INSEE市镇编码为32333。

## 政治
普罗让所属的省级选区为热尔阿杜尔县。

## 人口

1962-2008年间普罗让人口变化图示

普罗让于2022年1月1日时的人口数量为182人。